# Понте (Бергамо)
Понте (итал. Ponte) је насеље у Италији у округу Бергамо, региону Ломбардија.
Према процени из 2011. у насељу је живело 91 становника. Насеље се налази на надморској висини од 257 м.